# قانون مساعدة الهجرة واللاجئين
قانون مساعدة الهجرة واللاجئين صدر في عام 1962 للتعامل مع الاحتياجات غير المتوقعة والعاجلة للاجئين والمشردين وضحايا الصراع وغيرهم من الأشخاص المعرضين للخطر في جميع أنحاء العالم.
دخل القانون حيز التنفيذ خلال إدارة بيل كلينتون في عام 2001 للتعامل مع الأزمات في البلقان والنيبال.
واستشهد الرئيس باراك أوباما بهذا القانون في عام 2009 للسماح بأموال تصل إلى 20.3 مليون دولار تتعلق باحتياجات اللاجئين الفلسطينيين وضحايا الصراع في غزة.